# Lago Villarrica
Il Villarrica o Mallolafuen (in mapudungun), è un lago cileno che si trova nella Regione dell'Araucanía. È situato a sud-est della provincia di Cautín, e a nord del vulcano Villarrica. A ovest si trova la città di Villarrica e nella parte est si trova la città di Pucón. 
La temperatura della superficie raggiunge da 19 a 22 °C in estate e ciò consente una varietà di sport acquatici, quali lo sci nautico, la vela, la pesca sportiva, il kayak. In inverno, la temperatura varia tra i 9 e 10 °C e questo fatto facilita il ricambio e la pulizia delle sue acque.

## Descrizione
Si estende su una superficie di 176 chilometri quadrati ed è di forma ellittica, con l'asse principale che raggiunge i 22 km di lunghezza e l'asse secondario che invece è di 11 km. Come la maggior parte dei laghi nel sud del paese deve la sua origine a represamiento esercitato da un terminale morena durante l'ultima glaciazione. Il suo principale emissario incontra il fiume, Trancura o Minetúe, di 78 km di lunghezza, che proviene da est.